# ピーティーエス・ジャパン
ピーティーエス・ジャパン株式会社（英: PTS Japan K.K）は、東京都港区に本社を置き、マネージメントサービスやマネージドサービス（ファシリティマネジメント、MAC & CHURN）、インフラストラクチャーサービス、コンサルティング、リソーシングサービス（求職者と企業をマッチングする紹介業務）を実施している日本の企業である。

## 概要
1997年設立以来（旧本社イギリス・ロンドン1983年創立）建築設計の分野に精通し、金融機関、ITメーカー及びベンダー、キャリア及びデータセンタ、医療機関などに専門分野向けに建設業、エンジニアリング業、環境改善サービス（M&E含む）をこれらをITと融合したサービスを提供。

## 沿革
- 1997年（平成9年）10月 - 東京都港区麻布十番2番地にて設立。
- 2009年（平成21年）3月 – 東京本社を東京都港区港南二丁目13番31号に移転。
- 2011年（平成23年）7月 – 東京本社を東京都港区港南二丁目12番23号に移転。
- 2013年（平成25年）3月 – Media Access Group (東京) を子会社化。
- 2020年（令和2年）4月 – 株式会社BOW HOLDINGS傘下に入る。PTSグループとはフランチャイズで関係を継続
- 2020年（令和2年）6月 – Media Access Groupを株式会社Sonotriggerへ社名変更し、リアルタイムコンテンツマネジメントのサービスプロバイダー事業を開始
- 2020年（令和2年）9月 – 株式会社ジョアビバをグループ企業に加え、ヘルスケア事業を開始
- 2021年（令和3年）3月 – 会社名を株式会社ピーティーエス・ジャパンへ変更
- 2022年（令和4年）9月 – 大阪営業所を開設